# Переулок Орликова
Переулок Орликова — улица в Приморском районе в историческом центре Одессы, от Мариинской до Канатной улицы. Упоминается в книге В. Г. Шмерлинга «Котовский» под первоначальным названием.

## История
Первоначальное название — Вознесенская улица (показана на планах города Одессы 1912, 1916, 1917 и 1931 годов), позднее — переулок Хосе Диаса (показан на плане города Одессы 1947 года).
Современное название дано в честь участника Великой Отечественной войны, Героя Советского Союза, Александра Михайловича Орликова, учившегося в школе № 57, расположенной на углу переулка с улицей Ямчитского.
Во второй половине 1880-х — начале 1890-х годов бывшая одесская окраина вблизи Куликового Поля была застроена крупнейшим для города, по тем временам, жилым комплексом: по завещанию одесского мецената П. З. Ямчитского был возведён архитектурный монументальный комплекс, размах которого поражает и поныне. На его постройку было выделено 511 тысяч рублей. В комплексе было 163 квартиры, 6 торговых помещений, административные службы. В строительстве принимали участие архитекторы Ф. В. Гонсиоровский, Н. К. Толвинский и инж. К. В. Ходецкий.
На противоположном углу с Канатной улицей было построено здание Убежища для привилегированных особ имени 17 октября 1888 года (Дворянская богадельня). Решение о его строительстве на территории Драгутинских плантаций было принято 7 ноября 1888 года Одесской Городской Думой, проект здания выполнил архитектор Александр Бернардацци.
После окончания Великой Отечественной войны обветшавшее здание Убежища снесли, а в 1976 году на этом месте было возведено многоэтажное здание Областного совета, с 1982 года в здании располагались станция защиты растений и другие сельско-хозяйственные организации, ныне здесь организации различного профиля.
У этого здания был снят эпизод первой встречи героев фильма «Приключения Электроника».

## Достопримечательности
Комплекс Павловских домов дешёвых квартир, построенных в 1880—1890-х годах (переулок Орликова, 1 и 3), ныне — памятники архитектуры.